# 華岡青洲記念病院
華岡青洲記念病院（はなおかせいしゅうきねんびょういん、英: Hanaoka Seishu Memorial Hospital）は、札幌市豊平区にある心臓専門の病院。

## 概要
病院名の華岡青洲は、文化元年1804年に、歴史上証明できる世界初の全身麻酔下による乳がん摘出手術を成功し、日本の医学に大きな業績を遺した先祖である華岡青洲の名を冠して命名された病院として知られる。華岡青洲は医号を隨賢（三代）と言い、同院理事長は華岡本家で九代隨賢の医号を継いでいる。
診療は、最新鋭の320列CT装置、MRI及び超音波検査装置他にて病状を的確に捉え、心臓カテーテル治療並びに開胸心臓手術を昼夜行われ、32台のホルター心電図検査機器を用いて、不整脈の発見・治療（カテーテルアブレーション治療）にも努められている。常勤の放射線診断科医による画像診断にて、癌などの心疾患以外の病気が見つかった場合、連携している各病院へ迅速に紹介できる体制を整えられている。

## 沿革
- 2016年8月 - 開院
- 2017年11月 - 特許庁から商標登録をうける
- 2019年4月 - 心臓血管外科標榜
- 2019年9月 - 麻酔科標榜・増築工事竣工・ハイブリッド手術室・MRI・CT増設

- 2019年（令和元年）11月 - 医療法人取得
- 2019年（令和元年）12月 - 華岡青洲記念病院に改称
- 2020年（令和2年）7月 - 急性期一般入院料1取得
- 2020年（令和2年）10月 - 西館別棟工事開始
- 2021年（令和3年）7月 - 西館別棟工事竣工
- 2021年（令和3年）10月 - 放射線診断科標榜

## 診療科目・外来診療等
診療科
- 循環器内科
- 心臓内科
- 心臓血管外科
- 麻酔科
- 放射線診断科

専門外来
- 不整脈外来
- デバイス外来
- ペースメーカー外来

## 公共団体等の指定
- 札幌市2次救急医療体制機関（循環器・呼吸器系）
- 札幌市ACSネットワーク医療体制機関
- 北海道緊急臨時的医師派遣事業 協力医療機関（派遣元）

## 交通アクセス
鉄道
- 東豊線「美園駅」より徒歩8分

バス
- 国道36号線「美園3条4丁目」バス停

※札幌駅と札幌近郊を結ぶ複数の路線バスが利用可能。